# 여고괴담 5: 동반자살
《여고괴담 5: 동반자살》은 2009년에 개봉된 대한민국의 공포 영화이다. 《여고괴담 시리즈》의 다섯 번째 작품이다.

## 출연진

### 주인공
- 오연서 : 유진 역
- 장경아 : 언주 역
- 손은서 : 소이 역
- 송채윤 : 은영 역
- 유신애 : 정언 역

### 주요 인물
- 박가희 : 주연 역
- 박정윤 : 박정윤 역
- 김수현 : 강민주 역
- 이미소 : 이미소 역
- 강별 : 강보윤 역
- 정민지 : 정민지 역
- 황승언 : 박지미 역
- 최지수 : 임세리 역
- 이슬기 : 이현진 역
- 정혜인 : 정혜인 역
- 최민성 : 기호 역
- 오정원 : 기호 모 역
- 김소연 : 담임 역
- 박용진 : 은영 부 역
- 신연숙 : 수녀 역

### 단역
| - 언주반 학생들 故 고은비, 한정아, 김성화 - 소이반 학생 전윤지, 황정민, 강도은, 이연화, 이경진, 박정희, 최은비, 하송희, 김수언, 주한나, 최빛나, 박은지, 윤소라, 백형주, 김진영, 곽경민, 이송희, 진소영, 김이나, 박경숙, 김보은, 구향지, 하수민 | - 그외 학생들 진주여고 연극반 학생들 - 선생님들 손덕모 최영완 이채임 - 김인숙 : 문학 교사 역 - 한강수 : 컴퓨터 교사 역 - 이정윤 : 버스기사 역 - 김미진 : 언주 대역 |

## 같이 보기
- 2009년 대한민국의 영화 목록